# Dick van Halsema
Johan Diederik Frederik (Dick) van Halsema (16 maart 1943) is een hoogleraar emeritus aan de Vrije Universiteit Amsterdam.

## Biografie
Van Halsema was de zoon van Johan Diederik Frederik van Halsema (1901-1969), notaris en directeur van de Vereniging voor wetenschappelijk onderwijs op gereformeerde grondslag en van de Vrije Universiteit, en Bernarda Johanna Klinkert (1903-1995). In 1975 publiceerde hij voor het eerst over de dichter J.H. Leopold ('Enkele bronnen van Leopolds Cheops') en wel over de door de dichter gebruikte bronnen voor diens werk, een aandachtsgebied waarmee hij zich zijn hele academische leven zou bezighouden. Ook zijn proefschrift uit 1986, Bijeen het vroeger en het later, ging erover. In 1989 werd hij benoemd tot hoogleraar aan de VU, waar hij sinds 1969 werkzaam was, en in 1994 werd zijn inaugurele rede uitgegeven na zijn aanvaarding van het hoogleraarschap in de nieuwe Nederlandse letterkunde aan de Vrije Universiteit te Amsterdam. Op 16 april 2004 ging hij met emeritaat waarbij hem twee afscheidsbundels werden aangeboden. Zijn afscheidsrede ging over de dichtregel, tevens titel van de rede, 'het was alsof ik waar werd' van Herman Gorter; later werkte hij die rede verder uit tot Epifanie, een boekwerkje over ditzelfde thema maar waarbij hij meer auteurs dan alleen Gorter betrok.
Prof. dr. J.D.F. van Halsema publiceerde tientallen artikelen, onder anderen over Leopold, Albert Verwey, Herman Gorter en P.C. Boutens. Hij werkt aan een biografie over Leopold. Hij was tevens voorzitter van de Stichting P.C. Hooftprijs voor Letterkunde en is sinds 2001 lid van de KNAW. Hij trouwde in 1970 met neerlandica en journaliste Aukje Holtrop met wie hij twee dochters kreeg.

### Eigen werk
- Bijeen het vroeger en het later. De dichter Leopold en zijn bronnen. Een onderzoek naar de verwerking van de bronnen in een groep onvoltooide gedichten uit de nalatenschap van J.H. Leopold. [Z.p.], 1986 (proefschrift).
  - Bijeen het vroeger en het later. De dichter Leopold en zijn bronnen. Een onderzoek naar de verwerking van de bronnen in een groep onvoltooide gedichten uit de nalatenschap van J.H. Leopold. Utrecht [etc.], 1989 (handelseditie en bewerking van het proefschrift).
- Te zoeken in deze angstige eeuw. Sporen van décadence-voorstellingen in de Nederlandse letterkunde aan het einde van de negentiende eeuw. Groningen, 1994 (inaugurele rede).
- Dit eene brein. Opstellen over werk en dichterschap van J.H. Leopold. Groningen, 1999.
- Epifanie. Ogenblikken van verlichting en verschrikking in de Nederlandse letterkunde rond 1900. [Groningen], 2006.
- Vrienden & visioenen. Een biografie van Tachtig. [Groningen], 2010.
- De kamer van Leopold. [Groningen], 2011 en 2013².

### Bezorging
- J.H. Leopold, Qoraan kan passeeren. [Brieven aan J.F. van Royen 1921-1924]. Met een inleiding en noten door Dick van Halsema. [Terhorst, 2018].